# Люксембургско плато
Люксембургското плато е голямо плато от пясъчници от ранния юрски период, разположено в централните южни части на Люксембург. Платото се намира на височина от 300 до 400 метра над морското равнище, и представлява преобладаващата част от региона Гутланд.
През Люксембургското плато преминава средното течение на река Алзет, докато изворите на няколко реки започват от платото: река Черен Ернц, Бял Ернц, Мамер, и Сир. Най-високата точка на платото се намира в Грюневалдската гора, на надморска височина от 437 метра.
Платото е най-гъсто населеният подрегион на Люксембург, с население от над 170 000 души. В икономически и социален план, платото се доминира от град Люксембург, където е съсредоточено около половината население на този голям подрегион. Други градове, разположени на платото, са Башараж, Бертранж, Хоуалд, Мамер, и Щрасен, всеки от които с население от над 4000 души. Икономиката на региона е фокусирана в сферата на администрацията, финансовите услуги, туризма, и индустрията на високите технологии.